# 사파르 토후국
사파르 토후국 또는 사파르 왕조(페르시아어: صفاریان 사파리얀)은 861년부터 1002년까지 페르시아, 대호라산, 마크란 동부 지역을 지배한 페르시아계 이슬람 왕조로서, 이슬람 정복 이래로 처음으로 출현한 페르시아 왕조 가운데 하나이다. 왕조의 창시자는 야쿠브 빈 라이스 앗사파르로, 그는 840년경 오늘날의 아프가니스탄에 위치한 자란즈와 보스트 사이의 카르닌이라는 작은 마을에서 태어났다. 야쿠브는 시스탄 출신이자 토착 페르시아계 야야르였으며 왕조를 일으키기 전에는 대장장이(사파르)로 일했다. 이후 아바스 왕조의 지배력이 약화되자 그는 시스탄 지역을 장악하고 뒤이어 이란과 아프가니스탄 대부분을 넘어 중앙아시아 남부까지 정복하기 시작한다.
사파르 왕조는 수도 자란즈가 동쪽과 서쪽으로 확장하기 유리한 입지에 있었기 때문에 건국 초기부터 공세에 나섰다. 야쿠브는 먼저 힌두쿠시 남쪽 지방을 침략한 후 페르시아의 타히르 토후국을 정복하고 873년에 호라산을 병합했다. 그뒤 카불 계곡, 신드, 토하리스탄, 마크란, 케르만, 파르스를 잇달아 정복한 야쿠브는 여세를 몰아 바그다드까지 쳐들어가 도시를 함락시키려 했으나 아바스 왕조의 진압군에게 패하고 말았다.
야쿠브 사후에 사파르 왕조는 급격하게 쇠퇴하기 시작한다. 야쿠브의 형제이자 후계자였던 아므르 빈 라이스는 900년 발흐 전투에서 사만 왕조의 이스마일 이븐 아흐마드에게 패하여 영토의 상당부분을 상실하였다. 그의 뒤를 이어 즉위한 군주들도 차례차례 외부세력들에게 영토를 잠식당하였고, 10세기 중반이 되면 사파르 왕조의 영역은 시스탄 일대에만 국한될 정도가 되었다. 마침내 1002년, 당시 이슬람 동부세계의 패자였던 가즈나 왕조의 술탄 마흐무드가 시스탄을 정복하면서 사파르 왕조의 역사가 막을 내렸다.

## 역사
9세기 바그다드의 아바스 왕조에서 분리하여 동부 이란을 지배한 타히르 왕조는 시스탄의 반란을 진정하였다. 그 철병 후 야쿠브라고 하는 대장장이(사파르) 출신의 이란인(人)이 토착민을 규합하여 독립정권을 세우고 헤라트를 공략하여 케르만을 합병한 뒤 파르스를 침략하여 이란 남서부를 본거지로 왕조를 열었다.
그 뒤 타히르 왕조로부터 호라산을 빼앗고 서쪽으로 전진하여 바그다드에 다다랐으나 칼리프의 형제에게 패배하여 파르스에 물러섰으며, 후에 사만 왕조에게 본거지를 빼앗겨 멸망하였다. 이후 1495년까지 작은 토후국으로 존속하였으며, 사파비 왕조가 멸망하는 18세기까지 가문의 흔적이 남아있었다.

## 같이 보기
- 가즈나 왕조
- 사만 왕조
- 나스르 왕조
- 미라반 왕조

## 참조
- 이란
- 중앙아시아

### 설명주
1. ↑  이곳저곳을 떠돌아다니면서 치안력이나 범죄해결 등을 담당하는 직업인데, 미국의 카우보이와 비슷하다. 다만 일부 야야르들은 오히려 방화나 약탈 등을 저지르기도 했다.

### 인용주
1. ↑  사파르왕조 | 네이버 백과사전